# Micropterix fenestrellensis
Micropterix fenestrellensis es una especie de lepidóptero de la familia Micropterigidae.

## Distribución geográfica
Esta especie se encuentra en la región de Fenestrelle, en Italia, de donde deriva su nombre. También fue observada en el monte Tanarello, en la localidad francesa de La Brigue.